# Iglesia Mater Dolorosa (Berlín)
La Iglesia Mater Dolorosa (en alemán: Mater-Dolorosa-Kirche) es una parroquia católica y Basílica en Berlín-Lankwitz en Alemania. Mater Dolorosa pertenece a la Arquidiócesis de Berlín. Lleva el nombre de Nuestra Señora de los Dolores (en latín mater dolorosa).
La iglesia parroquial se encuentra entre las casas individuales y multifamiliares en la parte occidental de la región de Lankwitz, alrededor de un kilómetro al sureste de la estación de trenes regionales y de cercanías Lichterfelde.
La parroquia fue fundada en 1911 y la iglesia fue construida en 1912 por el sacerdote católico Maximiliano Beyer de la parroquia en Berlín-Lichterfelde. El 21 de mayo de 1921 se convirtió en una parroquia independiente. La consagración de la iglesia diseñada como una basílica por los arquitectos Christoph Hehl (1847-1911) y su discípulo y compañero Carl Kühn (1873-1942) tuvo lugar el 22 de septiembre de 1912 por el obispo auxiliar de Breslau Karl Augustin (1847-1919).

## Véase también

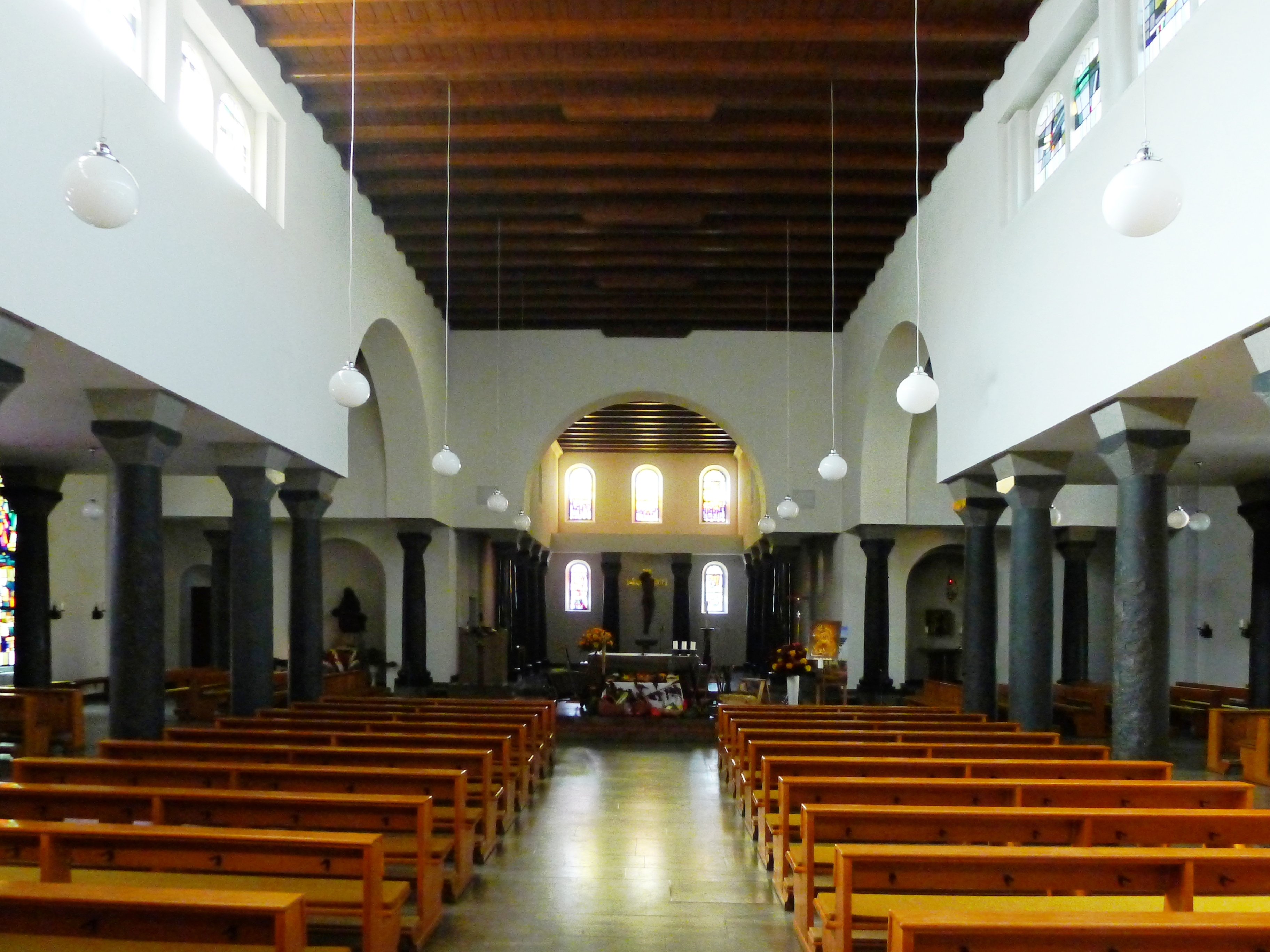
Vista interna